# Літа Форд
Літа Форд (англ. Lita Ford; повне ім'я Кармеліта Розанна Форд, англ. Carmelita Rosanna Ford; 9 вересня 1958, Лондон) — американська гітаристка, співачка і композиторка, колишня лід-гітаристка The Runaways. Здобула популярність в середині 80-х - початку 90-х років завдяки своїм сольним роботам, стиль яких поступово змінювався від хеві-метала до чогось середнього між хеві-металом, глем і мейнстримом.

## Біографія
Літа Форд народилася в Лондоні. Її батьками були британка італійського походження і американець мексиканського походження, які зустрілися під час Другої світової війни. У віці 4 років Літа переїхала разом з сім'єю в Лонг-Біч, Каліфорнія, що в США. У 11 років дівчинка отримала свою першу гітару з нейлоновими струнами, і почала самостійно навчатися гри з улюблених записів. Це відбувалося не без допомоги батьків, які змушували її грати, коли вона лінувалася. У 13 років Літа побувала на першому в житті концерті рок-групи. Це були Black Sabbath і вони настільки вразили майбутню виконавицю, що з того моменту вона знала, чим буде займатися в житті.
Вона продовжувала розучувати партії з репертуару Джиммі Хендрікса, Deep Purple і Black Sabbath, одночасно заробляючи собі на гітару в лікарні Святої Марії. Ця робота дозволила їй зібрати 450 доларів і купити Gibson SG, такий же, як у Тоні Айоммі. Під час навчання в школі вона грала на бас-гітарі в групі з однокласниками, які поділяли її смаки в музиці.